# 134091 Jaysoncowley
134091 Jaysoncowley este o planetă minoră (asteroid), cu un diametru de 4,436 km, din centura de asteroizi. A fost descoperită pe 14 decembrie 2004 la Catalina Station⁠(d) de Catalina Sky Survey. 
Obiectul prezintă o orbită caracterizată de o semiaxă mare de 3,0983631368291 UAi, o excentricitate de 0,1, o înclinație de 5,6 ° în raport cu ecliptica.